# (307261) Máni
(307261) Máni (nº 307261 según el MPC) es un objeto transneptuniano perteneciente al disco disperso que orbita más allá de la órbita de Neptuno. 2002 MS4 es uno de los mayores objetos transeptunianos, siendo el más grande que no tiene nombre. Fue descubierto en 2002 por Chad Trujillo y Michael E. Brown. Se le clasifica como cubewano (u objeto clásico del cinturón de Kuiper) por el Minor Planet Center.

## Designación y nombre
Designado provisionalmente como 2002 MS4, fue nombrado por Máni, una personificación de la Luna del nórdico antiguo, como se describe en la Edda prosaica. Máni es hijo de Mundilfari y hermano de Sól, el Sol.

## Características
La web oficial de Mike Brown lo lista como un posible planeta enano. El telescopio espacial Spitzer le estima un diámetro de 726 km, el equipo Herschel estima un diámetro de 934, lo que lo convierte en uno de los 10 mayores objetos transneptunianos conocidos actualmente,
y fácilmente lo suficientemente grande como para aceptarlo como planeta enano bajo la clasificación de 2006 de la UAI.
Ha sido observado 46 veces, con imágenes de precovery desde 1954.